# Čika
Čika (latinsko Chicca), hrvaška redovnica, * prva polovica 11. stoletja, Zadar, † po letu 1095, Zadar, Hrvaška.
Čika je bila hrvaška benediktinska redovnica, ustanoviteljica benediktinskega samostana cerkve sv. Marije v Zadru. Znana je tudi po molitveniku, znanem kot Čikin časoslov, najstarejši molitvenik za osebno uporabo v Evropi.

## Življenje
Genealogija Čike kot opatinje je znana. Čika je v ustanovni listini samostana sv. Marije iz 1066. navedla, da je ona hči Dujma in Vekenege, vnukinija priorja Madija, in žena Andrije, papeškega sina. Napisala je tudi, da ima hčerki Domnani in Vekenego.
Bila je članica plemiške patricijske družine Madi. Po smrti svojega moža leta 1066 je v Zadru s pomočjo svoje družine ustanovila samostan sv. Marije. Kralj Peter Krešimir IV. je o njej govoril kot o svoji sestri (soror mea), ko je dal samostan pod kraljevo zaščito, čeprav to zgodovinsko ni dokazano.
Je mati Vekenega.